# Алафузофф, Георгий Борисович
Гео́ргий Бори́сович Алафу́зофф (фин. Georgij Alafuzoff; род. 15 сентября 1953, Хельсинки, Финляндия) — финский военнослужащий, контр-адмирал (2014), глава Управления разведки Военного штаба ЕС (с апреля 2013).

## Биография
Родился 15 сентября 1953 года в Хельсинки в русско-шведской семье (отец — потомок барона Ивана Алафузоффа, эмигрировавшего из Санкт-Петербурга в Финляндию, мать — из семьи финских шведов). В этой связи Алафузофф считает родными финский, русский и шведский языки. Также владеет английским и польским.
В 1950-е годы был крещён в православной церкви и обучался в финско-русской школе в Хельсинки, по окончании которой сдал экзамены для поступления в университет. Предполагая продолжить образование в гуманитарной области, поступил в Хельсинкский университет на факультет русского языка и литературы, а также практической философии, но военная служба, начавшаяся 2 мая 1973 года, изменила его планы: по окончании службы в местечке Утти (под Коувола), он поступил в школу офицеров в Хамина. В 1974 году получил звание лейтенанта, а в 1977 году окончил Военно-морскую академию.
С 1977 по 1981 годы преподавал в военно-морском училище, где в 1979 году получил звание старшего лейтенанта.
В 1981—1982 годах вернулся в Военно-морскую академию. В 1985 году получил звание капитанa.
С 1987 по 1989 годы учился в высшей школе офицерского состава.
С 1997 года учился в российской Академии генерального штаба, которую окончил с отличием.
С 2007 по апрель 2013 года возглавлял военную разведку Сил обороны Финляндии. Критически оценивает современную политическую ситуацию в России.
17 декабря 2012 года назначен главой военной разведки Европейского союза. В должность вступил в апреле 2013 года.
15 апреля 2014 года, во время массовых протестов на Юго-Востоке Украины, заявил, что не верит в активное участие российских спецназовцев в происходящих на востоке Украины событиях. По его мнению, захваты административных зданий происходят, в основном, силами местных жителей, недовольных ситуацией в стране, но перерастание конфликта в гражданскую войну на Украине считает маловероятным.
6 декабря 2014 года ему было присвоено звание контр-адмирала в резерве.
30 октября 2018 года на прошедших в Москве «Огарковских чтениях» заявил, что Запад воспринимает события на Украине как гибридную операцию России и опасается распространения её на Прибалтику и другие страны. При этом Алафузофф отметил, что понимает и российскую точку зрения: «В России, как я толкую, есть опасение, что Запад повлияет на развитие общества путем серьезного воздействия на информационные сферы».
В июле 2019 года СМИ сообщили, что Алафузофф подозревается в разглашении в декабре 2017 года секретных данных о военной разведке, в том числе касающихся России.

## Семья
- Отец — Борис Алафузофф, потомок барона Ивана Алафузова, иммигрировавшего в Финляндию из Санкт-Петербурга (Российская империя).
- Мать — шведскоязычная уроженка Финляндии
- Жена (в настоящее время в разводе)
- Сын — Александр (р.1987), окончил Технологический институт в Хельсинки по специальности автоматизации и технологических систем.
- Дочь — Анна-Мария (р.1991), окончила гимназию в Вантаа.